# میناموتو نو یوشی‌ایه

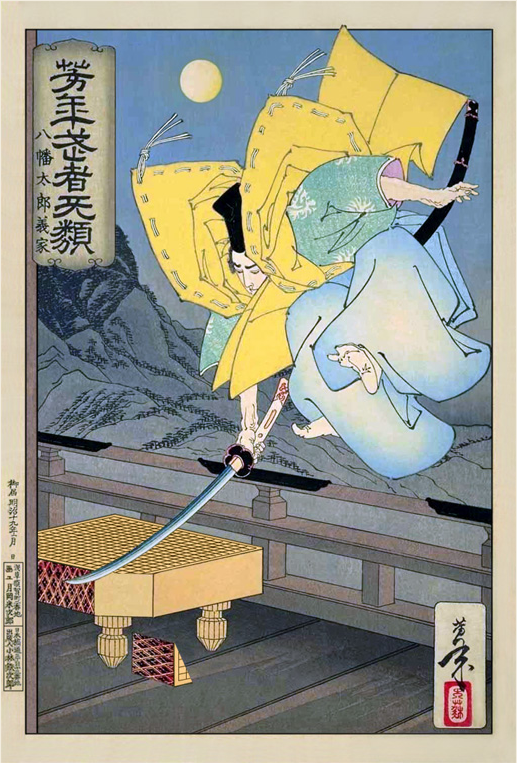
میناموتو نو یوشی‌ایه، اثری از: تسوکیکا یوشیتوشی.

میناموتو نو یوشی‌ایه (به ژاپنی: 源義家)؛ (زاده: ۱۰۳۹ میلادی، درگذشت: ۴ اوت ۱۱۰۶)، که همچنین با عنوان هاچیمان تارو نیز، شناخته می‌شود، یک سامورایی از خاندان میناموتو بود که در اواخر دوره هِی‌آن زندگی می‌کرد، و منصب چینجوفو شوگان (فرمانده ارشد دفاع از سرزمین‌های شمالی) داشت. او، پسر ارشد میناموتو نو یوری‌یوشی بود، و خود را در نبرد با خاندان آبه در طی جنگ زنکونن (که به جنگی در اوایل دوران‌های جنگ نه ساله اطلاق می‌شود) و نیز در نبرد با خاندان کیوهارا، طی جنگ گوسانن (که بعدها جنگ سه ساله خوانده شد)، به اثبات رسانید. عاقبت و پس از رشادت در این جنگ‌ها، وی به مظهری از مهارت و شجاعت سامورایی مبدّل گردید.

## شرح
میناموتو - نو - یوشی‌ایه، از قدیم‌ترین رؤسای خاندان میناموتو را هاچیمان تارو یا خدای جنگ می‌دانند. [نام بودائی آن نیز، هاچیمان دای بوذاتسو است.
میناموتو - نو - یوشی‌ایه، از جنگجویان و رهبرانی است که قبایل هونشو را به اطاعت واداشت و سرزمین آنها را بر قلمرو امپراتوری افزود. او جنگجویی شجاع و زیرک بود. وی سرانجام چون غالب جنگجویان بزرگ تایرا و میناموتو، در آخر عمر عزلت گزید و کاهن شد.

## روایت
در روایتی می‌گویند که میناموتو نو یوشی‌ایه بود که با دیدار پرواز ناگهانی و دسته جمعی غازهای وحشی از نهانگاه، روش تهاجمی ناگهانی و برق آسا را ابداع کرد.